# Giovanni Ardemagni
Giovanni Ardemagni, detto Gianni – (San Pellegrino Terme, 22 luglio 1946), è un allenatore di calcio ed ex calciatore italiano, di ruolo centrocampista.

## Carriera
Inizia la sua carriera nel Falck Milano, per poi passare in diverse squadre giocando tra la Serie D e la Serie C.
Arriva a giocare in Serie B per due stagioni, prima con il Bari nel 1972-1973 e poi con il Monza nel 1976-1977, disputando le ultime tre gare da professionista nella stagione successiva per un totale di 52 presenze e 4 reti nella serie cadetta. Nel 1977-1978 gioca in Serie C con la Pro Patria.
Finita la carriera da giocatore diventa allenatore; nel 1994 viene preso dall'Inter come allenatore in seconda, e nel derby Milan-Inter della stagione 1995-1996, terminato 1-0 in favore dei nerazzurri, sostituisce lo squalificato Roy Hodgson in panchina.

## Palmarès

### Giocatore

#### Competizioni nazionali
- Coppa Italia Dilettanti: 1

Ponte San Pietro: 1969-1970
- Coppa Italia Semiprofessionisti: 2

Monza: 1973-1974, 1974-1975
- Campionato italiano Serie C: 1

Monza: 1975-1976 (girone A)

#### Competizioni internazionali
- Coppa Anglo-Italiana: 1

Monza: 1976